# Тейшейра, Габриэл
Габриэл Тейшейра де Араган (порт. Gabriel Teixeira de Aragão; родился 1 апреля 2001, Мараканау) — бразильский футболист, полузащитник клуба «Гремио».

## Биография
Габриэл — уроженец муниципалитета Мараканау, входящего в бразильский штат Сеара. Начинал заниматься футболом в командах «Бразилиа» и «Байя». Воспитанник «Флуминенсе». 24 декабря 2020 года подписал контракт с клубом до конца 2023 года. Дебютировал за «Флуминенсе» 5 марта 2021 года в поединке Лиги Кариока против «Резенди». Вышел на поле в стартовом составе и был заменён на 75-й минуте. Спустя неделю после матча продлил свой контракт с клубом до 2024 года. 25 апреля 2021 года всё в той же лиге Кариока забил свой первый мяч в профессиональном футболе, поразив ворота команды «Мадурейра». Всего в турнире провёл 15 матчей.
За два дня до этого Габриэл дебютировал в составе Флуминенсе в Кубке Либертадорес, выйдя на замену на 58-й минуте вместо Каики в поединке против «Ривер Плейта».
30 мая Габриэл дебютировал в Серии А в поединке первого тура сезона 2021 года против «Сан-Паулу». Он появился на поле в стартовом составе и был заменён на 85-й минуте. 6 июня 2021 года в поединке против команды «Куяба» открыл счёт голам в бразильском чемпионате, принеся своему клубу победу со счётом 1:0.